# Uncinia perplexa
Uncinia perplexa là loài thực vật có hoa trong họ Cói. Loài này được Heenan & de Lange mô tả khoa học đầu tiên năm 2001.